# András Debreceni
András Debreceni, né le 21 avril 1989, est un footballeur hongrois. Il joue au poste de défenseur central avec l'équipe hongroise de Budapest Honvéd. Son nom est lu de cette manière : Debreceni András dans sa langue d'origine.

## Biographie

### En club
András Debreceni commence le football dans le club hongrois de Budapest Honvéd en 2005.
Il découvre l'équipe professionnelle en participant à son premier match en Soproni Liga contre Pecs Mecsek FC (0-1) le 20 mai 2006 à l'âge de 17 ans.
András souhaite du temps de jeu et se fait prêter dans le club de Kecskeméti TE en deuxième division hongroise pour la saison 2007-08.
Il retourne donc l'année suivante à Budapest Honvéd où il joue plus dans la défense centrale du club hongrois.

### En équipe nationale
En 2005-2006, il est sélectionné tout au long de la saison avec l'équipe de Hongrie des moins de 17 ans pour participer Championnat d'Europe des moins de 17 ans, la Hongrie fait un bon parcours et arrive à se qualifier en phase finale mais termine troisième de son groupe, András en comptant les qualifications joue 9 matchs.
En 2007-2008, il est sélectionné avec l'équipe de Hongrie des moins de 19 ans pour participer Championnat d'Europe des moins de 19 ans, la Hongrie fait un bon parcours et arrive en demi-finale de la compétition, András en comptant les qualifications joue sept matchs.
En 2009, András participe à la Coupe du monde des moins de 20 ans en Égypte, il y dispute six matchs pour inscrire un but contre l'Afrique du sud en match de poule. La Hongrie terminera troisième de la Coupe du monde.
Le 6 juin 2009, il honore sa première sélection avec les espoirs hongrois contre le Luxembourg Espoirs (3-0) pour les qualifications du Championnat d'Europe de football espoirs 2011.
Il connait sa première sélection le 1er juin lors d'un match amical contre la Tchéquie.

## Palmarès

### En équipe

#### En club
| - Budapest Honvéd - Coupe de Hongrie - Vainqueur : 2007 et 2009. - Supercoupe de Hongrie - Finaliste : 2009. |  | - Kecskeméti TE - Deuxième Division hongroise - Champion : 2008. |

#### En sélection nationale
- Hongrie - 20 ans
  - Coupe du monde - 20 ans
    - Troisième : 2009.

## Carrière
| Saison    | Club            | Pays                        | Championnat       | Coupe nationale | Coupe continentale | Sélection Hongrie |
| --------- | --------------- | --------------------------- | ----------------- | --------------- | ------------------ | ----------------- |
| 2005-2006 | Budapest Honvéd | Soproni Liga                | 3 matchs          | ?               | -                  | -                 |
| 2006-2007 | Budapest Honvéd | Soproni Liga                | 19 matchs         | ?               | -                  | -                 |
| 2007-2008 | Kecskeméti TE   | Deuxième Division hongroise | 13 matchs / 1 but | ?               | -                  | -                 |
| 2008-2009 | Budapest Honvéd | Soproni Liga                | 21 matchs         | ?               | -                  | -                 |
| 2009-2010 | Budapest Honvéd | Soproni Liga                | 7 matchs          | ?               | 2 matchs (C3)      | -                 |

Dernière mise à jour le 11 novembre 2009